# 3Eleven
3Eleven, auch 601 West 29th Street, ist ein Wolkenkratzer in Manhattan in New York City. Der Name des 60-stöckigen Wohnturms leitet sich von seiner Adresse 311 Eleventh Avenue ab.

## Beschreibung

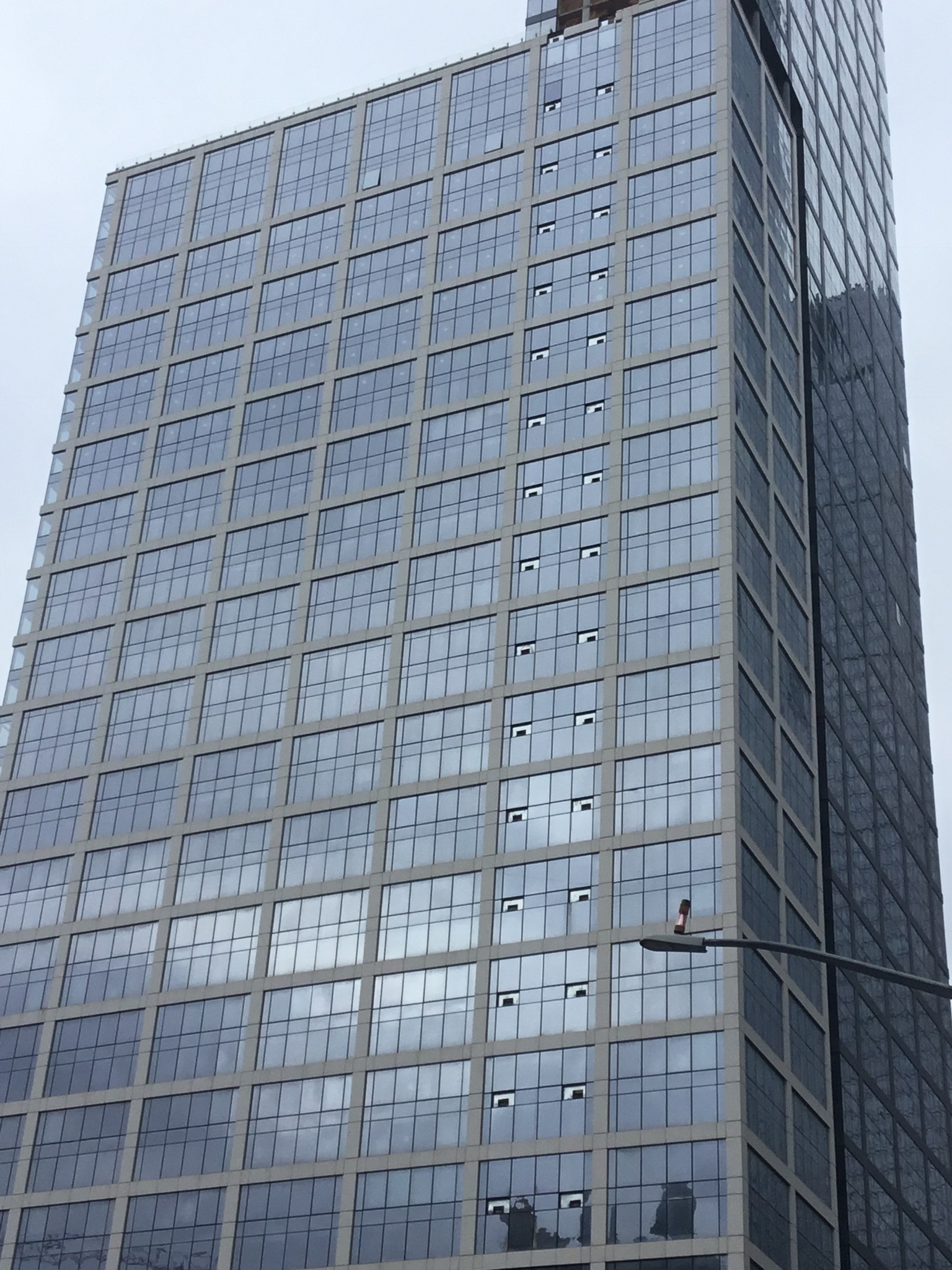
Gebäudeflügel an der 29th Street im Januar 2023

Das Gebäude liegt im Stadtteil Chelsea an der Eleventh Avenue zwischen der West 29th und 30th Street in Midtown Manhattan. Nordöstlich schließen sich direkt der Hudson-Yards-Komplex und die Parkanlage High Line an. Wenige hundert Meter westlich befinden sich der West Side Highway und der Hudson River. Die nächstgelegene Station der New York City Subway ist die in 300 Meter nördlich gelegene 34 Street–Hudson Yards, wo die Linie  verkehrt.
3Eleven wurde im Auftrag des Bauherrn Douglaston Development von den FXCollaborative Architects entworfen. Er bildet den „Tower A“ im Gebäudekomplex Block 675 und erhielt den Projektnamen „601 West 29th Street“. Levine Builders ist Generalunternehmer des Grundstücks, auf dem mit dem „Tower B“ noch der 166 m hohe Wolkenkratzer 606 West 30th Street entstand. Das Grundstück Block 675 wird im Norden durch die West 30th Street, im Süden durch die West 29th Street und im Osten durch die Eleventh Avenue begrenzt.
Die Bauarbeiten für 3Eleven begannen im September 2019 und wurden im September 2023 beendet. Bereits im Herbst 2022 begann man mit der Vermarktung und Vermietung des Wohnturms. Er steht längs zur Eleventh Avenue, ist 211,8 m (695 Fuß) hoch und hat 60 Stockwerke. Das Bauwerk hat eine Glasfassade und einen niedrigeren rechtwinklig angeordneten Gebäudeflügel an der 29th Street. 3Eleven beherbergt 935 Wohneinheiten, darunter 235 zu erschwinglichen Mietpreisen. Er bietet für seine Bewohner Lounges, Co-Working-Büros, ein Fitnesscenter, einen Pool und Dachterrassen. Des Weiteren befinden sich im Gebäudesockel 1400 m² Einzelhandelsfläche.